# Hendrik van Leyen
Hendrik van Leyen, Frans: Henri de Leez, Latijn: Henricus (?, vóór 1120 - Pavia, 4 september 1164), was een belangrijk geestelijke en staatsman in het Heilige Roomse Rijk in de 12e eeuw. Hij was proost van de Onze-Lieve-Vrouwekerk in Maastricht en van de Sint-Lambertuskathedraal in Luik en werd later de 32e bisschop van Luik. Hij was een van de voornaamste raadgevers van keizer Frederik I Barbarossa.

## Levensloop
Hendrik werd wellicht geboren in Grand-Leez, tegenwoordig gemeente Gembloers, België. Hij was mogelijk de zoon van Hendrik I van Limburg. Volgens een andere theorie was hij de zoon van de graaf Van de Leyen en Hohengerolseck, en van Mechtilde, een afstammelinge van het Huis Zwaben.
Rond 1142 werd hij proost van het Sint-Lambertuskapittel in Luik. Waarschijnlijk was hij toen al enige tijd proost van het Onze-Lieve-Vrouwekapittel in Maastricht.
Op 13 mei 1145 werd hij rijksbisschop van Luik, een functie die hij tot aan zijn dood in 1164 zou blijven vervullen. Hij voerde een Rijkspolitiek in dienst van de Rooms-Duitse keizer. Hendrik was een voorstander van de Tweede Kruistocht (1147-1149) en deelde in de mislukking van deze onderneming. In 1151 was hij in Keulen aanwezig bij de verkiezing van Arnold II van Wied tot aartsbisschop van Keulen. In hetzelfde jaar woonde hij in Bonn-Schwarzrheindorf de plechtige inwijding bij van de door Arnold gebouwde Sint-Clemenskerk. Op 9 maart 1152 assisteerde hij Arnold van Wied te Aken bij de kroning van Frederik I Barbarossa tot rooms-koning. Hendrik begeleidde Barbarossa naar Rome en assisteerde daar de Keulse aartsbisschop bij de keizerskroning van Frederik I Barbarossa (1155). Als dank verkreeg Hendrik talrijke eigendommen voor zijn bisdom.
In 1164 begeleidde hij Barbarossa opnieuw op een veldtocht naar Italië, want hij steunde Barbarossa in diens conflicten met de pausen Adrianus IV en Alexander III. In april van dat jaar wijdde hij op verzoek van de keizer de tegenpaus Paschalis III te Lucca. In 1162 bestuurde hij enkele maanden Milaan, in naam van de keizer. Hendrik was in die jaren manifest afwezig in zijn bisdom. Hendrik overleed in Pavia in 1164.

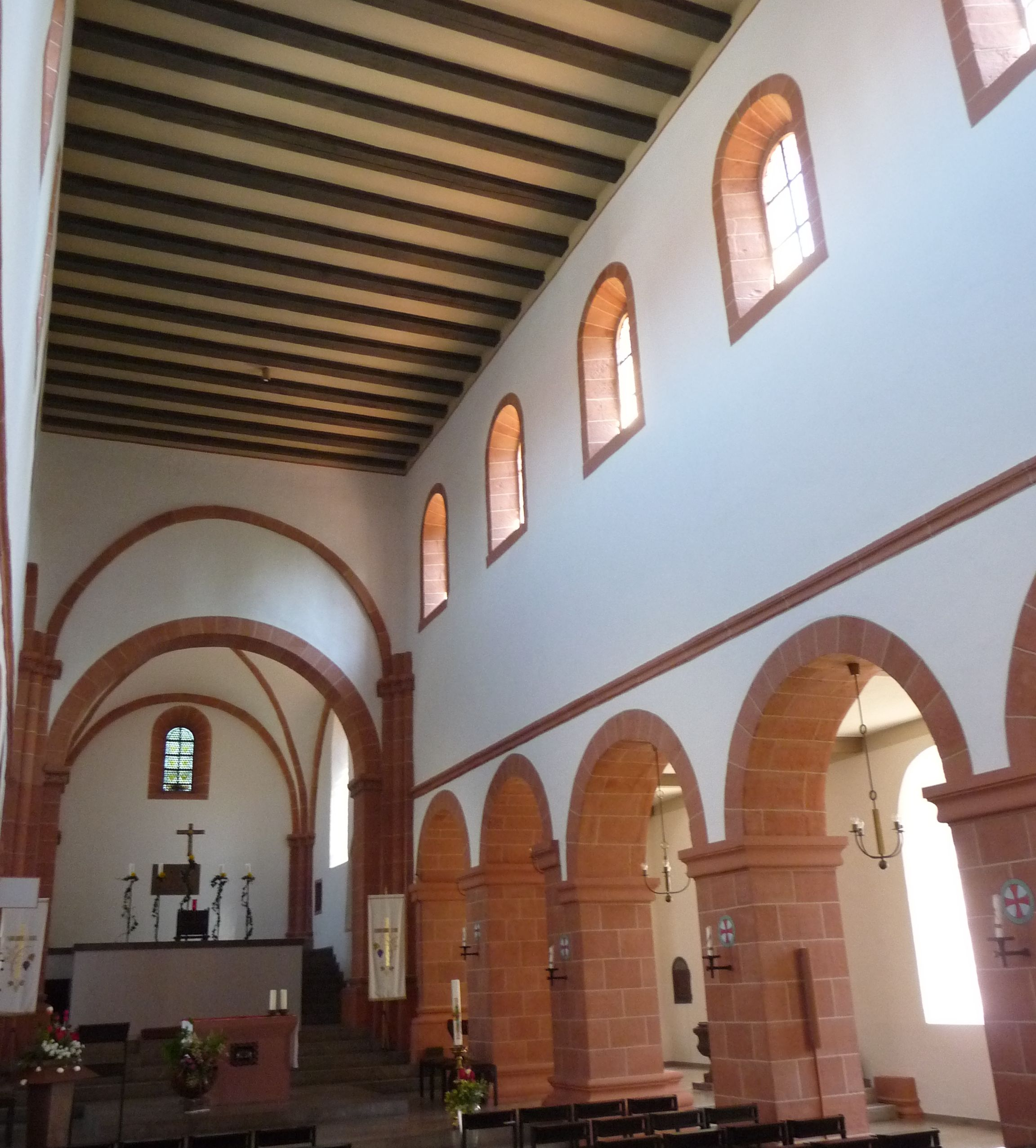
Sint-Lambertuskerk in Bechtheim

## Nalatenschap
Van 1146 tot 1164 liet Hendrik van Leyen te Bechtheim (bij Worms) de Sint-Lambertuskerk vernieuwen. In 1154 zou Hendrik Kasteel Born hebben verworven.
Rond 1155 bouwde hij te Tongeren nabij de vroegere kathedraal de Sint-Nicolaaskerk een nieuwe lakenhal. Tevens liet hij er de bisschoppelijke residentie herbouwen (in 1459 gesloopt voor de bouw van de korenbeurs). Ook in Luik zelf en in Hoei werden de bisschoppelijke residenties vernieuwd. Hendrik liet de burcht van Franchimont bouwen op nieuw verworven terreinen.
Volgens de overlevering was het Hendrik van Leyen die de eerste perroen oprichtte in Luik, wat in de eeuwen daarna navolging zou vinden in alle Goede Steden van het prinsbisdom.